# Inderø Skov
Inderø Skov er en ca. 1 km² stor skovklædt halvø der fra vestbredden af Hald Sø neden for Dollerup Bakker, går mod nordøst ud i søen.
Der er en sti langs søbredden, anlagt af ungarske flygtninge i slutningen af 1950'erne. På halvøen er der rester af en gammel skov, bl.a. en del 200 år gammel knortet bøgeskov. Tidligere gik Hald Hovedgårds svin på olden her. I skoven yngler både ravn og sortspætte.
Med baggrund i Naturpakken 2016 blev dele af Stanghede og hele Inderø Skov, i alt 68 hektar i 2018 udpeget til urørt løvskov.
Skoven er en del af Natura 2000-område nr. 35 Hald Ege, Stanghede og Dollerup Bakker og naturfredningen Hald Sø og Dollerup Bakker.